# Liternictwo
Liternictwo – jeden z działów grafiki użytkowej dotyczący projektowania liter oraz ich wykonywania. Nie jest błędem używanie tego terminu wymiennie z typografią. 
Liternictwem można określić zagadnienia dotyczące praktycznego zastosowania znaków pisarskich. Komentując zaprojektowane lub wydrukowane teksty możemy wypowiadać się o użytym w nich liternictwie. O ile jednak typografia zajmuje się budową znaków i układaniem z nich całych tekstów, to liternictwo dotyczy również pojedynczych napisów i tworzenia specjalnie dla tych napisów indywidualnych krojów liter, często o unikalnym wyglądzie. 
W takich napisach znaki mogą odchodzić daleko od umowności symboli w stronę absolutnie dowolnych obrazów tworzących poszczególne znaki lub też całe napisy. Np. napis „Ameryka” może być zbudowany z fragmentów flagi USA, a „komin” może być napisany w pionie literami o fakturze muru ceglanego. Liternictwo to nie tylko zastosowania typografii (w znaczeniu – druku), ale także ręcznego rysowania i malowania liter (oraz napisów), wykuwania ich w kamieniu, odlewania w metalu itp.

## Historia liternictwa europejskiego

### Starożytność
Najstarsze litery były używane w alfabetach ugaryckim i fenickim. Od Fenicjan kształt liter przejęli Grecy, od których następnie wzory czerpali Etruskowie.

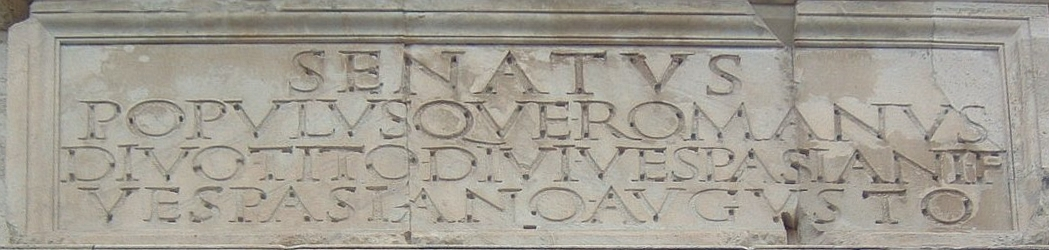
Inskrypcja na łuku Tytusa.

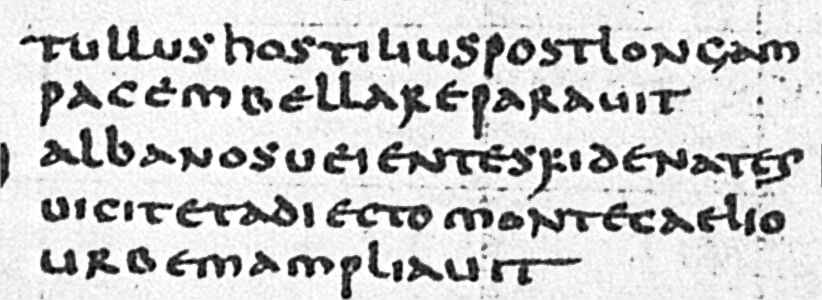
Przykład uncjały.

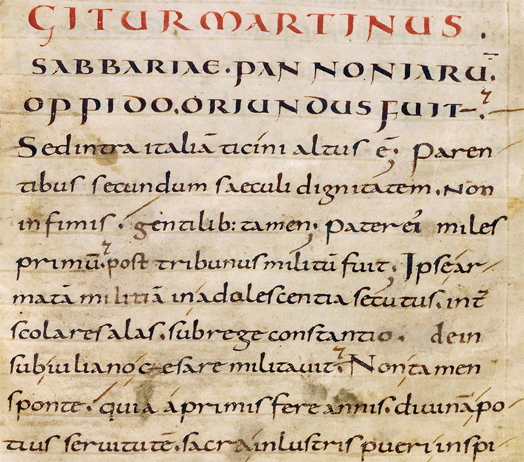
Przykład minuskuły karolińskiej

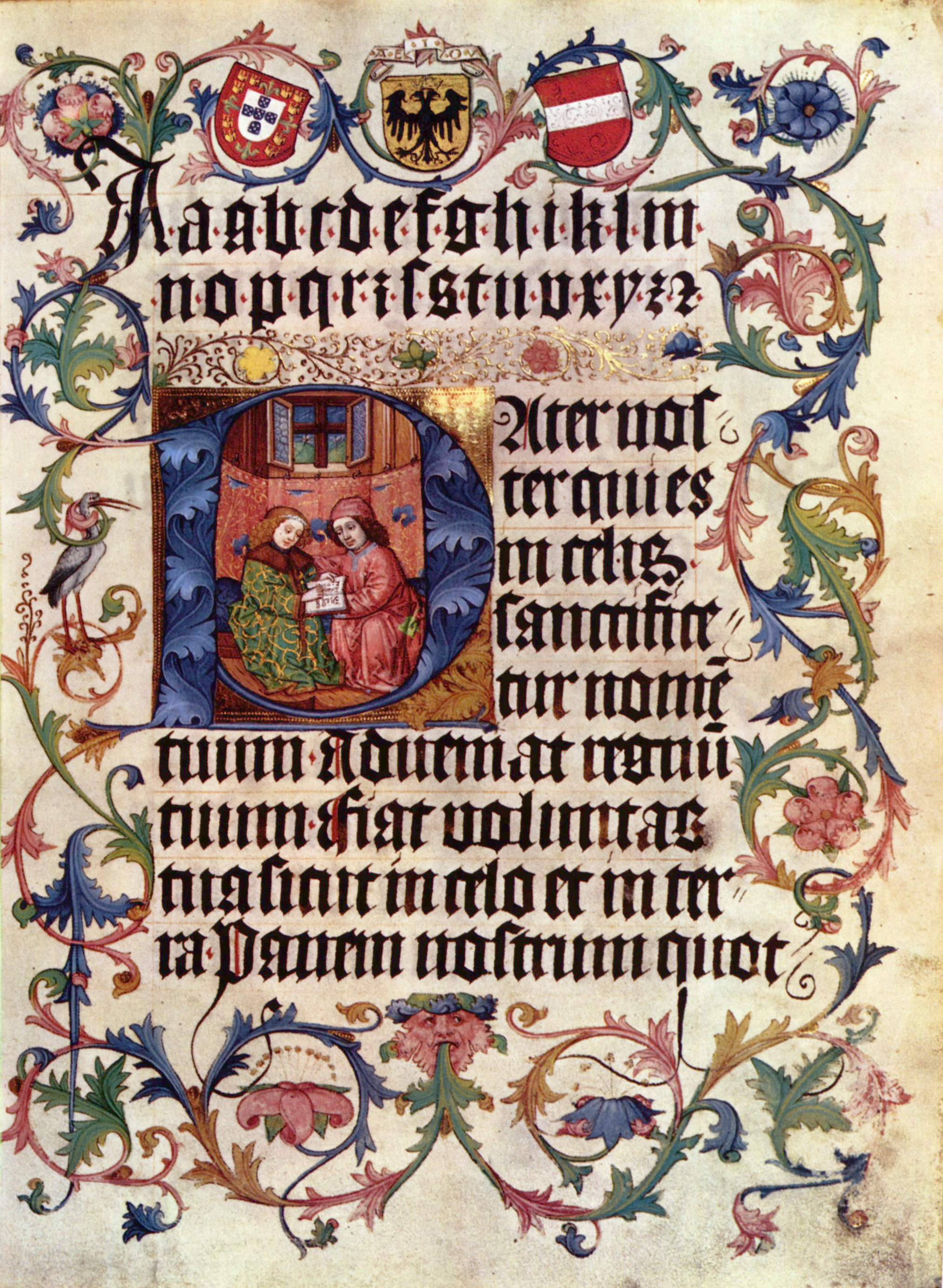
Manuskrypt z pismem gotyckim, ok. 1500

W Starożytnym Rzymie w II w. p.n.e. wykształciło się pismo zwane kapitelem rzymskim lub kapitałą, będące pierwowzorem renesansowej antykwy. Do naszych czasów zachowało się m.in. na cokole kolumny Trajana i łuku Tytusa w Rzymie. Oprócz kapitały monumentalnej, tzn. używanej do zdobienia budowli, funkcjonowało pismo capitalis quadrata (kapitała kwadratowa), stosowane do pisania tuszem na papirusie, a także capitalis rustica (rustica – łac. wiejski), którego Rzymianie używali w codziennym życiu ryjąc znaki na tabliczkach pokrytych woskiem.
Dążąc do prostoty, harmonii i łatwości w pisaniu liter na przełomie III i IV wieku n.e. Rzymianie stworzyli pismo nazwane scriptura uncialis – uncjałą. Powstała ona z kapitały kwadratowej poprzez zaokrąglenia linii prostych i kantów.

### Średniowiecze
Według niektórych badaczy pismo zwane półuncjałą ma mylącą nazwę, gdyż prawdopodobnie pochodzi od rzymskiej kursywy minuskulnej. Wyróżniają dwie jej odmiany. Wcześniejszą posługiwano się od III do V wieku w manuskryptach pochodzących z Bizancjum lub północnej Afryki. Najwcześniejszy dokument spisany późniejszą odmianą półuncjały datowany jest na ok. 500 rok. W następnych stuleciach używano tego kształtu litery na terenie Italii, Hiszpanii, w kraju Merowingów i w południowej Anglii. Część badaczy wywodzi półuncjałę bezpośrednio od uncjały. 
Następnym krokiem w rozwoju liternictwa była minuskuła karolińska (karolina), używana na dworze Karola Wielkiego. W XII wieku, w dobie gotyku, pojawiło się nowe pismo zwane, od stylu w sztuce, pismem gotyckim. Narzędziem pisarskim był wówczas trzcinowy patyczek lub płasko ścięte gęsie pióro. Litery tego pisma są bardzo ozdobne, o ostrych kształtach i załamanych łukach.

### Renesans
W czasach powrotu do wzorców antycznych, pod koniec XIV wieku we Florencji powstała szkoła kaligrafii, która wróciła do minuskuły karolińskiej lekko ją przekształcając. Nowe pismo nazywane zostało przez twórców litterae antiquae, a obecnie określa się je wyrażeniem pismo humanistyczne (littera humanistica). W XV wieku wytworzyła się antykwa formą nawiązująca do kapitały rzymskiej i minuskuły karolińskiej oraz tzw. italika (kursywa humanistyczna) o pochyłych literach.  
Wynalezienie druku przez Gutenberga w 1440 roku stało się punktem zwrotnym w rozwoju liternictwa. Kolejne dziesięciolecia były okresem poszukiwań i doskonalenia sztuki drukarskiej, a wraz z nią – kształtu czcionki.

### Barok, rokoko, klasycyzm
Podobnie jak w pompatycznej sztuce tego okresu, tak i w liternictwie zaczęto używać linii zawiłych i bardzo ozdobnych. Wpływy barokowej elegancji uwidaczniały się w formie liter jeszcze w XIX wieku. Jednak równolegle, w XVIII wieku, ustalił się obecny typ antykwy. Jedne z bardziej znanych jej odmiany zaprojektowali: Giambattista Bodoni, John Baskerville, Justus Erich Walbaum.

### Wiek XIX
W XIX wieku, w wyniku prób upraszczania i normalizowania form liter, powstało pismo zwane egipcjanką. Oparte na konstrukcji antykwy, ale o innych proporcjach i jednakowej szerokości wszystkich elementów litery. Jego odmiany to m.in. Memphis, Kairo, Nil.